# Isola Alessandro I
L'isola Alessandro I è la più grande isola dell'Antartide, con un'area di 49070 km². È situata nel mare di Bellingshausen, ad ovest della penisola Antartica, dalla quale è separata dalla baia Margherita e dal canale di Giorgio VI, ed è collegata alla costa antartica soltanto da una piattaforma di ghiaccio.
L'isola fu scoperta il 28 gennaio 1821 da una spedizione russa comandata da Fabian Gottlieb von Bellingshausen, che volle intitolarla in onore dello zar Alessandro I di Russia, ma venne erroneamente considerata parte integrante del continente antartico fino al dicembre 1940, quando una spedizione con le slitte dello United States Antarctic Service (USAS), guidata da Finn Rønne, ne provò l'insularità. Negli anni cinquanta fu costruita una base operativa, amministrata dal Territorio antartico britannico e chiamata Fossil Bluff.
Attualmente l'isola viene impiegata come centro meteorologico e base di rifornimento carburante; la sua sovranità è contesa tra il Regno Unito, il Cile e l'Argentina.